# تلسکوپ بزرگ ماژلان
تلسکوپ بزرگ ماژلان (انگلیسی: Giant Magellan Telescope) یک تلسکوپ بسیار بزرگ زمینی در حال ساخت و بخشی از برنامه تلسکوپ بسیار بزرگ اروپایی (US-ELTP) است که برآورد می‌شود تا سال ۲۰۲۵ م. به بهره‌برداری برسد. سطح اصلی انعکاسی این تلسکوپ شامل هفت آینه با قطر ۸٫۴ متری و آینه اصلی با قطر ۲۴٫۵ متر است و امید می‌رود که این تلسکوپ امکان کندوکاو در نخستین اجرامی که در کیهان آغاز به تابیدن کردند، بررسی انرژی و مادهٔ تاریک، و شناسایی سیاره‌های بالقوهٔ قابل سکونت را فراهم کند. انتظار می‌رود این تلکسوپ پنج تا ده برابر تلسکوپ‌های کنونی قادر به جمع‌آوری نور باشد.
محل احداث این تلسکوپ در رصدخانهٔ لاس کامپاناس در ۱۱۵ کیلومتری لاسرنا شیلی است که تلسکوپ‌های ماژلان نیز در آن‌جا قرار دارد. این محل در بیابان آتاکاما قرار دارد که نه تنها عاری از آلودگی هوا است، بلکه به دلیل دوری از منایع آلودگی نوری یکی از بهترین نقاط زمین برای رصدهای بلندمدت اخترشناسی است.
عملیات ساخت این تلسکوپ بزرگ در نوامبر ۲۰۱۵ آغاز شد. پیش‌تر خاک‌برداری مفصلی برای مسطح کردن قلهٔ لاس‌ کامپاناس انجام شده تا زمینه برای ساخت تلسکوپ فراهم شود. این تلسکوپ در یک پروژهٔ بین‌المللی تحت سرپرستی ایالات متحدهٔ آمریکا ساخته می‌شود. استرالیا، برزیل، کرهٔ جنوبی و شیلی دیگر اعضای این پروژه هستند.
تلسکوپ بزرگ ماژلان در سال ۲۰۲۱ در حالی فعال خواهد شد که فقط تعدادی از آینه‌های آن نصب شده. اما تا ۲۰۲۴ یا ۲۰۲۵ همهٔ آن‌ها نصب می‌شوند.
به جز ماژلان، دو تلکسوپ بسیار بزرگ دیگر که در طیف‌های مرئی و فروسرخ کار می‌کنند در مراحل مختلف طراحی و ساخت هستند. دو تلسکوپ دیگر  عبارتند از تلسکوپ بسیار بزرگ اروپایی (E-ELT) که آن هم در شیلی و تلسکوپ سی متری (TMT) که در هاوایی ساخته خواهد شد.
قطر آینه‌های این دو تلسکوپ به ترتیب ۳۹ متر و ۳۰ متر است بنابراین پس از تکمیل از ماژلان بزرگ‌تر خواهند بود. این دو تلسکوپ دارای معماری بسیار متفاوتی خواهند بود چون سطوح اصلی انعکاسی آن‌ها حاوی صدها آینهٔ کوچک خواهد بود.
تلسکوپ غول پیکر ماژلان ده برابر بیشتر از تلسکوپ فضایی جیمز وب نور جمع‌آوری می‌کند و تصاویر آن چهار برابر وضوح بیشتر خواهند داشت (۱۰ برابر وضوح بیشتر نسبت به تلسکوپ فضایی هابل) مساحت کل جمع‌آوری نور ماژلان ۳۶۸ متر مربع است و دقت تصاویر آنقدر زیاد است که می‌تواند شکل مشعل حکاکی شده روی یک سکه را از فاصله تقریباً ۹۹ ۱۶۰ کیلومتری مشخص کند. (منظور شکل سکه‌های فرنگی است) پایه تلسکوپ ۳۹ متر ارتفاع و ۲۱۰۰ تن وزن دارد و در محفظه‌ای ۶۵ متری قرار دارد که می‌تواند یک چرخش کامل را در نزدیک به سه دقیقه کامل کند. هفت آینه ثانویه تطبیقی می‌توانند اثر تاری نوری جو زمین را تصحیح کنند. به‌طور خلاصه، این تلسکوپ قرار است یک شگفتی فناوری باشد و اوج جدیدی برای رصد فضا ایجاد کند.